# Vantiva
För andra betydelser, se Vantiva (olika betydelser).

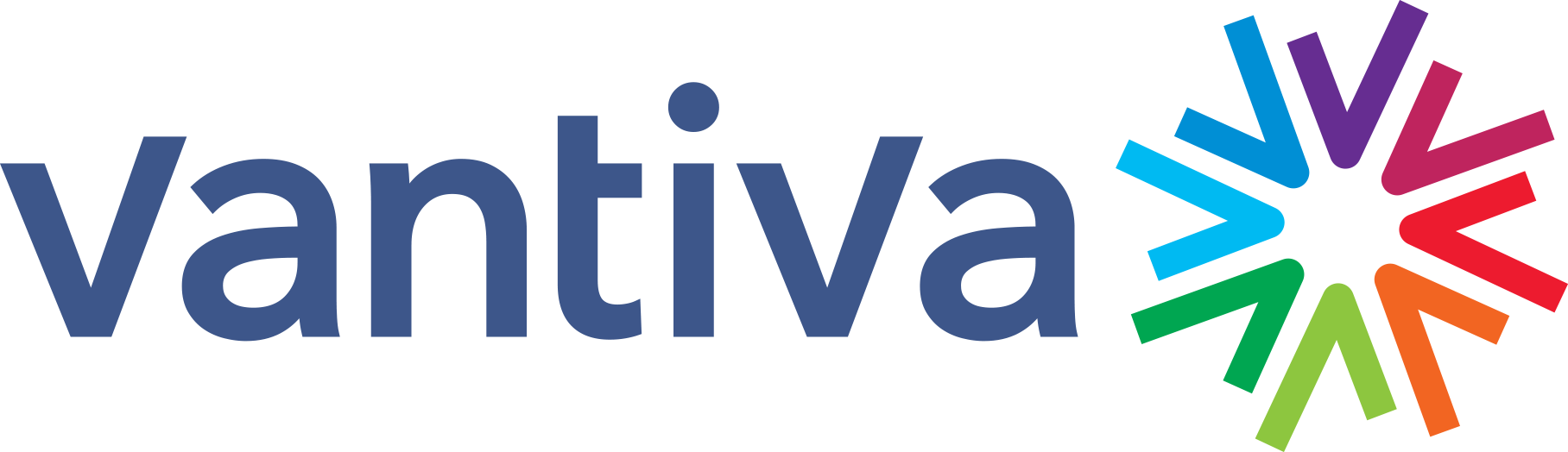
Vantivas logotyp

Vantiva är en fransk elektroniktillverkare med huvudkontor i Boulogne-Billancourt utanför Paris.
Vantiva har sina rötter i det franska företaget Thomson som grundades 1879 av Elihu Thomson.

## Thomson
Företaget Thomson växte genom uppköp: Telefunken, Nordmende, SABA och RCA är några exempel på företag som köptes av Thomson. Företag har även knoppats av från Thomson: år 1987 splittrades företagets halvledarverksamhet av och gick upp i STMicroelectronics.
Svenska Thomson gick i konkurs i början av 2007. Efter hand har varumärket dött ut i stora delar av världen.
Thomson gick ihop med TCL 2013 och TCL-Thomson Electronics Corporation bildades (TTL). Det blev världens tredje största TV-tillverkare efter Samsung och LG. Varumärket i Asien är TCL och i Europa och Nordamerika Thomson. September 2013 släpptes flera Thomson TV med den nya 4 K Ultra HD-upplösningen med över 8 miljoner pixlar, 4 ggr högre upplösning än full HD. Thomson W99786 har 3D. (Thomsons flaggskepp W9785 4K Led-TV).
Nämnas kan att Ikeas Uppleva-system är tillverkat av TCL-Thomson. 

## Technicolor
Den 27 januari 2010 bytte multimediadelen av Thomson namn till Technicolor SA. Namnet kom från ett amerikanskt dotterbolag som startats av Thomson.
Denna del av företaget utvecklade bredbandsmodem, set-top-boxar, olika typer av media som DVD, BluRay och vinylskivor, samt vissa övervakningskameror.

## Vantiva
Den 27 september 2022 avsöndrades Technicolor Creative Studios från Technicolor SA och bytte senare namn till Technicolor Group. Denna del av företaget arbetade med visuella effekter för annonser, spel och film. Den del av företaget som fanns kvar döptes i samband med detta om till Vantiva.